# Edward Stone
Edward Stone (ur. 1702 w Princes Risborough, zm. 1768) – brytyjski pastor, odkrywca leczniczych właściwości kory wierzby.

## Życiorys
Urodzony w 1702 roku w Princes Risborough, od 1720 roku uczył się w Wadham College, którego później został pracownikiem. W 1745 roku został kapelanem sir Jonathana Copea w Bruern Abbey. Często chorował, z tego powodu leczył się sprowadzanym przez jezuitów środkiem o nazwie kora peruwiańska. W 1758 roku przypadkiem odkrył właściwości lecznicze kory wierzby. Podczas spaceru usiadł pod wierzbą i z nieznanych powodów postanowił spróbować smaku kory. Jako że była gorzka, wydała mu się podobna do chininy. Sam zaczął eksperymentować, zbierając i susząc korę wierzbową, ścieraną następnie na proszek. Stworzony przez siebie środek podał blisko 50 osobom, specyfik okazał się skuteczny w leczeniu rozmaitych gorączek. 25 kwietnia 1763 roku wysłał do Royal Society list opisujący odkrycie.
Zmarł w 1768 roku, pochowany został w Horsenden.